# Đội tuyển bóng đá U-23 quốc gia Campuchia
Đội tuyển bóng đá U-23 quốc gia Campuchia là đội tuyển bóng đá U-23 đại diện cho Campuchia tại Thế vận hội, Đại hội Thể thao châu Á, và Đại hội Thể thao Đông Nam Á. Đội tuyển được kiểm soát bởi Liên đoàn bóng đá Campuchia.

## Thành tích tại các giải đấu

### Đại hội Thể thao châu Á
| Thành tích tại Đại hội Thể thao châu Á | Thành tích tại Đại hội Thể thao châu Á   | Thành tích tại Đại hội Thể thao châu Á   | Thành tích tại Đại hội Thể thao châu Á   | Thành tích tại Đại hội Thể thao châu Á   | Thành tích tại Đại hội Thể thao châu Á   | Thành tích tại Đại hội Thể thao châu Á   | Thành tích tại Đại hội Thể thao châu Á   | Thành tích tại Đại hội Thể thao châu Á   |               |
| Năm                                    | Kết quả                                  | Vị trí                                   | ST                                       | T                                        | H                                        | B                                        | BT                                       | BB                                       |               |
| -------------------------------------- | ---------------------------------------- | ---------------------------------------- | ---------------------------------------- | ---------------------------------------- | ---------------------------------------- | ---------------------------------------- | ---------------------------------------- | ---------------------------------------- | ------------- |
| Đội tuyển cao cấp quốc gia             |                                          |                                          |                                          |                                          |                                          |                                          |                                          |                                          |               |
| 1951 – 1998                            | Xem đội tuyển bóng đá quốc gia Campuchia | Xem đội tuyển bóng đá quốc gia Campuchia | Xem đội tuyển bóng đá quốc gia Campuchia | Xem đội tuyển bóng đá quốc gia Campuchia | Xem đội tuyển bóng đá quốc gia Campuchia | Xem đội tuyển bóng đá quốc gia Campuchia | Xem đội tuyển bóng đá quốc gia Campuchia | Xem đội tuyển bóng đá quốc gia Campuchia |               |
| Đội tuyển U-23 quốc gia                |                                          |                                          |                                          |                                          |                                          |                                          |                                          |                                          |               |
| 2002                                   | Không tham dự                            | Không tham dự                            | Không tham dự                            | Không tham dự                            | Không tham dự                            | Không tham dự                            | Không tham dự                            | Không tham dự                            | Không tham dự |
| 2006                                   | Không tham dự                            | Không tham dự                            | Không tham dự                            | Không tham dự                            | Không tham dự                            | Không tham dự                            | Không tham dự                            | Không tham dự                            | Không tham dự |
| 2010                                   | Không tham dự                            | Không tham dự                            | Không tham dự                            | Không tham dự                            | Không tham dự                            | Không tham dự                            | Không tham dự                            | Không tham dự                            | Không tham dự |
| 2014                                   | Không tham dự                            | Không tham dự                            | Không tham dự                            | Không tham dự                            | Không tham dự                            | Không tham dự                            | Không tham dự                            | Không tham dự                            | Không tham dự |
| 2018                                   | Không tham dự                            | Không tham dự                            | Không tham dự                            | Không tham dự                            | Không tham dự                            | Không tham dự                            | Không tham dự                            | Không tham dự                            | Không tham dự |
| 2022                                   | Không tham dự                            | Không tham dự                            | Không tham dự                            | Không tham dự                            | Không tham dự                            | Không tham dự                            | Không tham dự                            | Không tham dự                            | Không tham dự |
| 2026                                   | Chưa xác định                            | Chưa xác định                            | Chưa xác định                            | Chưa xác định                            | Chưa xác định                            | Chưa xác định                            | Chưa xác định                            | Chưa xác định                            | Chưa xác định |
| Tổng số                                | 0/6                                      | -                                        | 0                                        | 0                                        | 0                                        | 0                                        | 0                                        | 0                                        |               |

### Giải vô địch bóng đá U-23 châu Á
| Thành tích Giải vô địch bóng đá U-23 châu Á | Thành tích Giải vô địch bóng đá U-23 châu Á | Thành tích Giải vô địch bóng đá U-23 châu Á | Thành tích Giải vô địch bóng đá U-23 châu Á | Thành tích Giải vô địch bóng đá U-23 châu Á | Thành tích Giải vô địch bóng đá U-23 châu Á | Thành tích Giải vô địch bóng đá U-23 châu Á | Thành tích Giải vô địch bóng đá U-23 châu Á | Thành tích Giải vô địch bóng đá U-23 châu Á |
| Năm                                         | Kết quả                                     | Vị trí                                      | ST                                          | T                                           | H                                           | B                                           | BT                                          | BB                                          |
| ------------------------------------------- | ------------------------------------------- | ------------------------------------------- | ------------------------------------------- | ------------------------------------------- | ------------------------------------------- | ------------------------------------------- | ------------------------------------------- | ------------------------------------------- |
| 2013                                        | Không vượt qua vòng loại                    | Không vượt qua vòng loại                    | Không vượt qua vòng loại                    | Không vượt qua vòng loại                    | Không vượt qua vòng loại                    | Không vượt qua vòng loại                    | Không vượt qua vòng loại                    | Không vượt qua vòng loại                    |
| 2016                                        | Không vượt qua vòng loại                    | Không vượt qua vòng loại                    | Không vượt qua vòng loại                    | Không vượt qua vòng loại                    | Không vượt qua vòng loại                    | Không vượt qua vòng loại                    | Không vượt qua vòng loại                    | Không vượt qua vòng loại                    |
| 2018                                        | Không vượt qua vòng loại                    | Không vượt qua vòng loại                    | Không vượt qua vòng loại                    | Không vượt qua vòng loại                    | Không vượt qua vòng loại                    | Không vượt qua vòng loại                    | Không vượt qua vòng loại                    | Không vượt qua vòng loại                    |
| 2020                                        | Không vượt qua vòng loại                    | Không vượt qua vòng loại                    | Không vượt qua vòng loại                    | Không vượt qua vòng loại                    | Không vượt qua vòng loại                    | Không vượt qua vòng loại                    | Không vượt qua vòng loại                    | Không vượt qua vòng loại                    |
| 2022                                        | Không vượt qua vòng loại                    | Không vượt qua vòng loại                    | Không vượt qua vòng loại                    | Không vượt qua vòng loại                    | Không vượt qua vòng loại                    | Không vượt qua vòng loại                    | Không vượt qua vòng loại                    | Không vượt qua vòng loại                    |
| 2024                                        | Không vượt qua vòng loại                    | Không vượt qua vòng loại                    | Không vượt qua vòng loại                    | Không vượt qua vòng loại                    | Không vượt qua vòng loại                    | Không vượt qua vòng loại                    | Không vượt qua vòng loại                    | Không vượt qua vòng loại                    |
| 2026                                        | Chưa xác định                               | Chưa xác định                               | Chưa xác định                               | Chưa xác định                               | Chưa xác định                               | Chưa xác định                               | Chưa xác định                               | Chưa xác định                               |
| Tổng số                                     | 0/6                                         | -                                           | 0                                           | 0                                           | 0                                           | 0                                           | 0                                           | 0                                           |

### Kỷ lục Đại hội Thể thao Đông Nam Á
| Đại hội Thể thao Đông Nam Á | Đại hội Thể thao Đông Nam Á        | Đại hội Thể thao Đông Nam Á | Đại hội Thể thao Đông Nam Á | Đại hội Thể thao Đông Nam Á | Đại hội Thể thao Đông Nam Á | Đại hội Thể thao Đông Nam Á | Đại hội Thể thao Đông Nam Á |
| Năm                         | Vòng                               | ST                          | T                           | H                           | B                           | BT                          | BB                          |
| --------------------------- | ---------------------------------- | --------------------------- | --------------------------- | --------------------------- | --------------------------- | --------------------------- | --------------------------- |
| 2001                        | Vòng bảng                          | 4                           | 0                           | 1                           | 3                           | 0                           | 14                          |
| 2003                        | Vòng bảng                          | 3                           | 0                           | 0                           | 3                           | 2                           | 19                          |
| 2005                        | Vòng bảng                          | 3                           | 0                           | 0                           | 3                           | 2                           | 10                          |
| 2007                        | Vòng bảng                          | 3                           | 0                           | 0                           | 3                           | 3                           | 17                          |
| 2009                        | Vòng bảng                          | 4                           | 1                           | 0                           | 3                           | 5                           | 15                          |
| 2011                        | Vòng bảng                          | 4                           | 0                           | 0                           | 4                           | 2                           | 15                          |
| 2013                        | Vòng bảng                          | 4                           | 0                           | 1                           | 3                           | 2                           | 7                           |
| 2015                        | Vòng bảng                          | 4                           | 1                           | 1                           | 2                           | 8                           | 13                          |
| 2017                        | Vòng bảng                          | 5                           | 0                           | 0                           | 5                           | 2                           | 12                          |
| 2019                        | Hạng tư                            | 6                           | 2                           | 2                           | 2                           | 12                          | 10                          |
| 2021                        | Vòng bảng                          | 4                           | 1                           | 1                           | 2                           | 6                           | 9                           |
| 2023                        | Vòng bảng                          | 4                           | 1                           | 1                           | 2                           | 6                           | 5                           |
| 2025                        | Chưa xác định                      | Chưa xác định               | Chưa xác định               | Chưa xác định               | Chưa xác định               | Chưa xác định               | Chưa xác định               |
| Tổng số                     | Thành tích Tốt nhất: 1 lần hạng tư | 48                          | 6                           | 7                           | 34                          | 50                          | 147                         |

- Kể từ năm 2001, bóng đá tại Đại hội Thể thao Đông Nam Á thay đổi thành giải đấu U-23.

### Giải vô địch bóng đá U-23 Đông Nam Á
| Thành tích Giải vô địch bóng đá U-23 Đông Nam Á | Thành tích Giải vô địch bóng đá U-23 Đông Nam Á | Thành tích Giải vô địch bóng đá U-23 Đông Nam Á | Thành tích Giải vô địch bóng đá U-23 Đông Nam Á | Thành tích Giải vô địch bóng đá U-23 Đông Nam Á | Thành tích Giải vô địch bóng đá U-23 Đông Nam Á | Thành tích Giải vô địch bóng đá U-23 Đông Nam Á | Thành tích Giải vô địch bóng đá U-23 Đông Nam Á | Thành tích Giải vô địch bóng đá U-23 Đông Nam Á |
| Năm                                             | Kết quả                                         | Vị trí                                          | ST                                              | T                                               | H                                               | B                                               | BT                                              | BB                                              |
| ----------------------------------------------- | ----------------------------------------------- | ----------------------------------------------- | ----------------------------------------------- | ----------------------------------------------- | ----------------------------------------------- | ----------------------------------------------- | ----------------------------------------------- | ----------------------------------------------- |
| 2005                                            | Vòng bảng                                       | 7/8                                             | 3                                               | 0                                               | 0                                               | 3                                               | 2                                               | 14                                              |
| 2011                                            | Bị hủy bỏ                                       | Bị hủy bỏ                                       | Bị hủy bỏ                                       | Bị hủy bỏ                                       | Bị hủy bỏ                                       | Bị hủy bỏ                                       | Bị hủy bỏ                                       | Bị hủy bỏ                                       |
| 2019                                            | Hạng 4                                          | 4/8                                             | 5                                               | 2                                               | 0                                               | 3                                               | 3                                               | 3                                               |
| 2022                                            | Vòng bảng                                       | 5/9                                             | 3                                               | 2                                               | 0                                               | 1                                               | 7                                               | 1                                               |
| 2023                                            | Vòng bảng                                       | 5/10                                            | 3                                               | 1                                               | 1                                               | 1                                               | 6                                               | 3                                               |
| 2025                                            | Vòng bảng                                       | 7/10                                            | 2                                               | 0                                               | 1                                               | 1                                               | 2                                               | 3                                               |
| Tổng số                                         | Hạng 4                                          | 4/8                                             | 16                                              | 5                                               | 2                                               | 9                                               | 20                                              | 24                                              |

## Lịch thi đấu và kết quả
Thắng
      Hòa
      Thua

### 2019
| 18 tháng 2 năm 2019 AFF U-22 GS | Malaysia | 0–1    | Campuchia      | Phnôm Pênh, Campuchia                                                                           |  |
| 18:30                           |          | Report | Sath Rosib 62' | Sân vận động: Sân vận động Olympic Lượng khán giả: 3,875 Trọng tài: Nguyễn Hiền Triết (Vietnam) |  |

| 20 tháng 2 năm 2019 AFF U-22 GS | Campuchia                       | 2–0    | Myanmar | Phnôm Pênh, Campuchia                                                                            |  |
| 18:30                           | Yue Safy 26' · Sin Sophanat 50' | Report |         | Sân vận động: Sân vận động Olympic Lượng khán giả: 8,128 Trọng tài: Xaypaseuth Phongsanit (Laos) |  |

| ngày 22 tháng 2 năm 2019 AFF U-22 GS | Indonesia        | 2–0 | Campuchia | Phnôm Pênh, Campuchia              |  |
| (UTC+7)                              | Marinus 19', 83' |     |           | Sân vận động: Sân vận động Olympic |  |

| ngày 24 tháng 2 năm 2019 AFF U-22 SF        | Campuchia | 0–0 (s.h.p.) (3–5 p)                                     | Thái Lan | Phnôm Pênh, Campuchia                                                                                |  |
| 18:30 (UTC+7)                               |           | Report                                                   |          | Sân vận động: Sân vận động Olympic Lượng khán giả: 28,168 Trọng tài: Abdul Hakim Mohd Haidi (Brunei) |  |
|                                             |           | Loạt sút luân lưu                                        |          | |  |
| - Kimheng - S. Kakada - N. Kakada - Sodavid |           | - Saringkan - Ritthidet - Jedsadakorn - Korrawit - Marco |          | |  |

| 26 tháng 2 năm 2019 AFF U-22 TP | Việt Nam       | 1–0 | Campuchia | Phnôm Pênh, Campuchia                                                                               |  |
| 15:30                           | Lê Xuân Tú 86' |     |           | Sân vận động: Sân vận động Olympic Lượng khán giả: 3,234 Trọng tài: Steve Supresencia (Philippines) |  |

| ngày 22 tháng 3 năm 2019 AFC U-23 Q | Úc                                                                          | 6–0      | Campuchia | Phnôm Pênh, Campuchia                                                                                   |  |
| 20:00                               | - O'Neill 21' - Champness 29', 90+3' - McGree 31' - Wilson 42' - Waring 67' | Chi tiết |           | Sân vận động: Sân vận động Olympic Phnôm Pênh Lượng khán giả: 3,118 Trọng tài: Ammar Mahfoodh (Bahrain) |  |

| ngày 24 tháng 3 năm 2019 AFC U-23 Q | Campuchia       | 1–6      | Hàn Quốc                                                                                              | Phnôm Pênh, Campuchia                                                                                           |  |
| 20:00                               | - N. Kakada 60' | Chi tiết | - Han Chan-hee 4' - Jang Ming-yu 8' - Kim Bo-sub 57' - Sovann 80' (l.n.) - Lee Dong-gyeong 84', 90+3' | Sân vận động: Sân vận động Olympic Phnôm Pênh Lượng khán giả: 1,328 Trọng tài: Mohammed Al-Hoish (Saudi Arabia) |  |

| ngày 26 tháng 3 năm 2019 AFC U-23 Q | Campuchia       | 1–1      | Đài Bắc Trung Hoa | Phnôm Pênh, Campuchia                                                                                           |  |
| 20:00                               | - S. Kakada 40' | Chi tiết | - Ponder 57'      | Sân vận động: Sân vận động Olympic Phnôm Pênh Lượng khán giả: 1,662 Trọng tài: Mohammed Al-Hoish (Saudi Arabia) |  |

## Danh hiệu
- Cúp BIDC

-  Vô địch (1): 2009